# HLSL
HLSL (англ. High Level Shader Language) — C-подобный язык высокого уровня для программирования шейдеров.
Был создан корпорацией Microsoft и включён в пакет DirectX 9.0, выпущенный в 2002 году.

## Типы данных
HLSL поддерживает скалярные типы, векторные типы, матрицы и структуры.

### Скалярные типы
| Название | Характеристики типа                 |
| -------- | ----------------------------------- |
| bool     | булевый тип                         |
| int      | 32-битовое знаковое целое           |
| half     | 16-битовое число с плавающей точкой |
| float    | 32-битовое число с плавающей точкой |
| double   | 64-битовое число с плавающей точкой |

### Векторные типы
Примеры:
```
vector
 
<
float
,
 
4
>
 
color
;

float4
 
newcolor
;

float
 
oldcolor
[
4
];

newcolor
 
=
 
float4
(
oldcolor
[
0
],
 
oldcolor
[
1
],
 
oldcolor
[
2
],
 
oldcolor
[
3
]);

```

### Матрицы
Примеры:
```
matrix
 
<
float
,
 
4
>
 
view_matrix
;

float
 
4
x4
 
view_matrix
;

```

### Структуры
Примеры:
```
struct
 
vs_input

{

   
float4
 
pos
:
POSITION
;

   
float3
 
nor
:
NORMAL
;

   
float2
 
uv
:
TEXCOORD0
;

};

struct
 
ps_input

{

   
float4
 
pos
:
POSITION
;

   
float3
 
nor
:
NORMAL
;

   
float2
 
uv
:
TEXCOORD0
;

   
float
 
CustomVar
;

   
texture2D
 
CustomTexture
;

   
//и так далее… :POSITION :NORMAL и т. д. это сентиматики, о них ниже.

};

```

## Операторы
| Операции             | Операторы            |
| -------------------- | -------------------- |
| Арифметические       | -, +, *, /, %        |
| Инкремент, декремент | ++, --               |
| Логические           | \\|, ?:              |
| Унарные              | !, -, +              |
| Сравнения            | <, >, <=, >=, ==, != |
| Назначение           | =, -=, +=, *=, /=    |
| Приведение типов     | (тип)                |
| Запятая              | ,                    |
| Член структуры       | .                    |
| Член массива         | [индекс]             |

## Ветвления
if (выражение) <оператор> [else <оператор>]

## Циклы
В HLSL различают 3 вида циклов:
- do <оператор> while (<выражение>);
- while (<выражение>) <оператор>;
- for (<выражение1>; <выражение2>; <выражение3>) <оператор>

## Функции

### математические функции
| abs(x)                  | возвращает абсолютную величину каждого компонента x                                                |
| acos(x)                 | возвращает арккосинус каждого компонента x. Каждый компонент должен быть в диапазоне [-1, 1]       |
| asin(x)                 | возвращает арксинус каждого компонента x. Каждый компонент должен быть в диапазоне [-pi/2, pi/2]   |
| atan(x)                 | возвращает арктангенс каждого компонента x. Каждый компонент должен быть в диапазоне [-pi/2, pi/2] |
| ceil(x)                 | возвращает наименьшее целое число, которое больше чем или равно x (округление вверх)               |
| cos(x)                  | возвращает косинус x                                                                               |
| cosh(x)                 | возвращает гиперболический косинус x                                                               |
| clamp(x, a, b)          | Если x < a, то возвращает а, если x > b, то возвращает b, иначе возвращает x.                      |
| ddx(x)                  | возвращает частную производную x относительно screen-space x-координаты                            |
| ddy(x)                  | возвращает частную производную x относительно screen-space y-координаты                            |
| degrees(x)              | Конвертирование x с радианы в градусы                                                              |
| distance(a, b)          | возвращает расстояние между двумя точками a и b                                                    |
| dot(a, b)               | возвращает скалярное произведение двух векторов a и b                                              |
| exp(x)                  | возвращает экспоненту с основанием e, или ex                                                       |
| floor(x)                | возвращает самое большое целое число, которое является меньше чем или равным x (округление вниз)   |
| frac(x)                 | возвращает дробную часть x.                                                                        |
| fwidth(x)               | возвращает abs(ddx(x))+abs(ddy(x))                                                                 |
| len(v)                  | Векторная длина                                                                                    |
| length(v)               | возвращает длину вектора v                                                                         |
| lerp(a, b, s)           | возвращает a + s (b — a)                                                                           |
| log(x)                  | возвращает логарифм x                                                                              |
| log10(x)                | возвращает десятичный логарифм x                                                                   |
| modf(x, out ip)         | возвращает на дробную и целую части x, каждая часть имеет тот же знак, что и x                     |
| mul(a, b)               | делает матричное умножение между a и b                                                             |
| normalize(v)            | возвращает нормированный вектор v                                                                  |
| pow(x, y)               | возвращает xy                                                                                      |
| radians(x)              | конвертирует x из градусов в радианы                                                               |
| reflect(i, n)           | возвращает вектор отражения                                                                        |
| refract(i, n, eta)      | возвращает вектор преломления.                                                                     |
| round(x)                | возвращает ближайшее целое.                                                                        |
| rsqrt(x)                | возвращает 1 / sqrt(x)                                                                             |
| saturate(x)             | Аналогично clamp(x,0,1)                                                                            |
| sin(x)                  | возвращает синус x.                                                                                |
| sincos(x, out s, out c) | возвращает синус и косинус x                                                                       |
| sinh(x)                 | возвращает гиперболический синус x                                                                 |
| sqrt(x)                 | возвращает квадратный корень каждого компонента                                                    |
| step(a, x)              | возвращает 1 если x >= a, иначе возвращает 0                                                       |
| tan(x)                  | возвращает тангенс x                                                                               |
| tanh(x)                 | возвращает гиперболический тангенс x                                                               |

### Функции для работы с текстурами
| tex1D(s, t)             | Чтение из одномерной текстуры s — sampler, t — скаляр.                                                                                      |
| tex1D(s, t, ddx, ddy)   | Чтение из одномерной текстуры, с производными s — sampler, t, ddx, и ddy — скаляры.                                                         |
| tex1Dproj(s, t)         | Чтение из одномерной проективной текстуры s — sampler, t — 4D вектор. t делится на t.w перед выполнением функции.                           |
| tex1Dbias(s, t)         | Чтение из одномерной текстуры со смещением, s — sampler, t — 4-мерный вектор. Мип-уровень смещается на t.w до того, как производится поиск. |
| tex2D(s, t)             | Чтение из двухмерной текстуры s — sampler, t — 2D вектор.                                                                                   |
| tex2D(s, t, ddx, ddy)   | Чтение из двухмерной текстуры, с производными. s — sampler, t — 2D текстурные координаты. ddx, ddy- 2D вектора.                             |
| tex2Dproj(s, t)         | Чтение из двумерной проективной текстуры. s — sampler, t — 4D вектор. t делится на t.w перед выполнением функции.                           |
| tex2Dbias(s, t)         | Чтение из двумерной текстуры со смещением. s — sampler, t — 4-мерный вектор. Мип-уровень смещается на t.w до того, как производится поиск.  |
| tex3D(s, t)             | Чтение из трёхмерной текстуры. s — sampler, t — 3D вектор.                                                                                  |
| tex3D(s, t, ddx, ddy)   | Чтение из трёхмерной текстуры, с производными. s — sampler, t — 2D текстурные координаты, ddx, ddy — 3D вектора.                            |
| tex3Dproj(s, t)         | Чтение из трёхмерной проективной текстуры. s — sampler, t — 4D вектор. t делится на t.w перед выполнением функции.                          |
| tex3Dbias(s, t)         | Чтение из трёхмерной текстуры со смещением. s — sampler, t — 4-мерный вектор. Мип-уровень смещается на t.w до того, как производится поиск. |
| texCUBE(s, t)           | Чтение из кубической текстуры. s — sampler, t — 3D текстурные координаты.                                                                   |
| texCUBE(s, t, ddx, ddy) | Чтение из кубической текстуры. s — sampler, t — 3D текстурные координаты, ddx, ddy — 3D вектора.                                            |
| texCUBEproj(s, t)       | Чтение из кубической проективной текстуры. s — sampler, t — 4D вектор. t делиться на t.w перед выполнением функции.                         |
| texCUBEbias(s, t)       | Чтение из кубической текстуры. sampler, t — 4D вектор. Мип-уровень смещается на t.w до того, как производится поиск.                        |

## Входящие и исходящие данные для вершинного и пиксельного шейдеров
Вершинные и фрагментные шейдеры имеют два типа входящих данных: varying и uniform.
Uniform — данные, которые постоянны для многократного использования в шейдере. Объявление uniform данных в HLSL можно сделать двумя способами:
1)Объявить данные как extern переменную. Например:
```
float4
 
value
;

float4
 
main
 
()
 
:
 
COLOR

{

  
return
 
value
;

}

```

2)Объявить данные через определитель uniform. Например:
```
float4
 
main
 
(
uniform
 
float4
 
value
)
 
:
 
COLOR

{

  
return
 
value
;

}

```

Uniform переменные задаются через таблицу констант. Таблица констант содержит все регистры, которые постоянно используются в шейдере.
Varying — данные, которые являются уникальными для каждого вызова шейдера. Например: позиция, нормаль и т. д. В вершинном шейдере такая семантика описывает varying данные, которые передаются из вершинного буфера, а во фрагментном шейдере — интерполированные данные, полученные из вершинного шейдера.
Основные входящие семантические типы:
| BINORMAL     | Бинормаль              |
| BLENDWEIGHT  | Весовой коэффициент    |
| BLENDINDICES | Индекс весовой матрицы |
| COLOR        | Цвет                   |
| NORMAL       | Нормаль                |
| POSITION     | Позиция                |
| PSIZE        | Размер точки           |
| TANGENT      | Тангент                |
| TESSFACTOR   | Фактор тесселяции      |
| TEXCOORD     | Текстурные координаты  |

Использование varying данных во фрагментном шейдере определяет состояние одного фрагмента.
Основные входящие семантические типы:
| COLOR    | Цвет                  |
| TEXCOORD | Текстурные координаты |

Исходящие данные для вершинного шейдера:
| POSITION | Позиция                              |
| PSIZE    | Размер точки                         |
| FOG      | Коэффициент «туманности» для вершины |
| COLOR    | Цвет                                 |
| TEXCOORD | Текстурные координаты                |

Исходящие данные для фрагментного шейдера:
| COLOR | Цвет             |
| DEPTH | Значение глубины |

## Программы для создания шейдеров
Для облегчения написания шейдеров существует ряд программ, позволяющих составлять шейдеры и тут же просматривать результат
- RenderMonkey от ATI (ATI 3D Application Research Group)
- ShaderWorks от Mad Software Inc
- FXComposer от Nvidia
- Shader Config

Также пиксельные шейдеры используются визуализаторами, например,
- Milkdrop от Nullsoft — Этот плагин позволяет создавать шейдеры, зависящие от музыки.

## Примеры

### Простейший шейдер «Texture mapping»
Код в этом листинге работает в ATI Rendermonkey и Nvidia FX composer. Для использования в кастомном движке нужно указать SamplerState и technique.
```
/* ========== ВЕРШИННЫЙ ШЕЙДЕР ========== */

/* world_matrix, view_matrix, proj_matrix необходимо получить из приложения, установив константы шейдера. 

Константы шейдера загружаются в регистры. */

float4x4
 
world_matrix
;
 
// мировая матрица

float4x4
 
view_matrix
;
  
// матрица вида

float4x4
 
proj_matrix
;
  
// матрица проекции

struct
 
VS_OUTPUT
 
// экземпляр этой структуры будет возвращать вершинный шейдер

{

   
float4
 
Pos
:
 
POSITION0
;
 
/* POSITION0 и TEXCOORD0 - семантики, обозначающие слоты, из которых пиксельный 

шейдер будет в дальнейшем получать данные. Семантики, указанные здесь должны совпадать с семантиками во 

входных данных пиксельного шейдера. Имена переменных и их порядок может различаться.*/

   
float2
 
TexCoord
:
 
TEXCOORD0
;

};

VS_OUTPUT
 
VS_Main
(
float4
 
InPos
:
 
POSITION0
,
 
float2
 
InTexCoord
 
:
 
TEXCOORD0
)
 
/* Вершинный шейдер выполняется 

для каждой вершины выводимого объекта. InPos и InTexCoord получены из данных stream-mapping'a */

{

   
VS_OUTPUT
 
Out
;

   
float4x4
 
worldViewProj_matrix
 
=
 
mul
(
world_matrix
,
 
view_matrix
);

   
worldViewProj_matrix
 
=
 
mul
(
worldViewProj_matrix
,
 
proj_matrix
);

   
Out
.
Pos
 
=
 
mul
(
InPos
,
  
worldViewProj_matrix
);
 
// трансформируем вершину в clip-space

   
Out
.
TexCoord
 
=
 
InTexCoord
;
 
// текстурные координаты мы получаем извне, ничего модифицировать не нужно

   
return
 
Out
;

}

/* ========== ПИКСЕЛЬНЫЙ ШЕЙДЕР ========== */

sampler2D
 
baseMap
;
 
// sampler2D - специальный слот "текстурный слот" в который можно загрузить текстуру.

float4
 
PS_Main
(
float2
 
texCoord
:
 
TEXCOORD0
)
 
:
 
COLOR0
 
/* пиксельный шейдер всегда возвращает цвет выводимого 

пикселя с семантикой COLOR0 в формате float4. Пиксельный шейдер выполняется для каждого пикселя выводимого 

на экран изображения (а не для каждого текселя текстуры) */

{

   
return
 
tex2D
(
 
baseMap
,
 
texCoord
 
);
 
/* tex2d(sampler2D, float2) читает из текстурного сэмплера 

(из текстуры) цвет её текселя с заданными текстурными координатами. Это и будет цвет выводимого пикселя. */

}

```

### Простой шейдер «Головокружение»

```
float4x4
 
view_proj_matrix
:
 
register
(
c0
);

struct
 
VS_OUTPUT
 

{

   
float4
 
Pos
:
 
POSITION
;

   
float2
 
texCoord
:
 
TEXCOORD0
;

};

VS_OUTPUT
 
VS_Dizzy
(
float4
 
Pos
:
 
POSITION
)

{

   
VS_OUTPUT
 
Out
;

   
Pos
.
xy
 
=
 
sign
(
Pos
.
xy
);

   
Out
.
Pos
 
=
 
float4
(
Pos
.
xy
,
 
0
,
 
1
);

   
Out
.
texCoord
 
=
 
Pos
.
xy
;

   
return
 
Out
;

}

float
 
time_0_X
:
 
register
(
c0
);

float
 
rings
:
 
register
(
c1
);

float
 
speed
:
 
register
(
c2
);

float
 
exponent
:
 
register
(
c3
);

float4
 
PS_Dizzy
(
float2
 
texCoord
:
 
TEXCOORD0
)
 
:
 
COLOR
 

{

   
float
 
ang
 
=
 
atan2
(
texCoord
.
x
,
 
texCoord
.
y
);

   
float
 
rad
 
=
 
pow
(
dot
(
texCoord
,
 
texCoord
),
 
exponent
);

   
return
 
0.5
 
*
 
(
1
 
+
 
sin
(
ang
 
+
 
rings
 
*
 
rad
 
+
 
speed
 
*
 
time_0_X
));

}

```

### Шейдер, имитирующий электрический разряд

```
struct
 
VS_OUTPUT
 

{

   
float4
 
Pos
:
 
POSITION
;

   
float2
 
texCoord
:
 
TEXCOORD
;

};

VS_OUTPUT
 
VS_Electricity
(
float4
 
Pos
:
 
POSITION
)

{

   
VS_OUTPUT
 
Out
;

   
// Clean up inaccuracies

   
Pos
.
xy
 
=
 
sign
(
Pos
.
xy
);

   
Out
.
Pos
 
=
 
float4
(
Pos
.
xy
,
 
0
,
 
1
);

   
Out
.
texCoord
 
=
 
Pos
.
xy
;

   
return
 
Out
;

}

float4
 
color
:
 
register
(
c1
);

float
 
glowStrength
:
 
register
(
c2
);

float
 
height
:
 
register
(
c3
);

float
 
glowFallOff
:
 
register
(
c4
);

float
 
speed
:
 
register
(
c5
);

float
 
sampleDist
:
 
register
(
c6
);

float
 
ambientGlow
:
 
register
(
c7
);

float
 
ambientGlowHeightScale
:
 
register
(
c8
);

float
 
vertNoise
:
 
register
(
c9
);

float
 
time_0_X
:
 
register
(
c0
);

sampler
 
Noise
:
 
register
(
s0
);

float4
 
PS_Electricity
(
float2
 
texCoord
:
 
TEXCOORD
)
 
:
 
COLOR
 

{

   
float2
 
t
 
=
 
float2
(
speed
 
*
 
time_0_X
 
*
 
0.5871
 
-
 
vertNoise
 
*
 
abs
(
texCoord
.
y
),
 
speed
 
*
 
time_0_X
);

   
// Sample at three positions for some horizontal blur

   
// The shader should blur fine by itself in vertical direction

   
float
 
xs0
 
=
 
texCoord
.
x
 
-
 
sampleDist
;

   
float
 
xs1
 
=
 
texCoord
.
x
;

   
float
 
xs2
 
=
 
texCoord
.
x
 
+
 
sampleDist
;

   
// Noise for the three samples

   
float
 
noise0
 
=
 
tex3D
(
Noise
,
 
float3
(
xs0
,
 
t
));

   
float
 
noise1
 
=
 
tex3D
(
Noise
,
 
float3
(
xs1
,
 
t
));

   
float
 
noise2
 
=
 
tex3D
(
Noise
,
 
float3
(
xs2
,
 
t
));

   
// The position of the flash

   
float
 
mid0
 
=
 
height
 
*
 
(
noise0
 
*
 
2
 
-
 
1
)
 
*
 
(
1
 
-
 
xs0
 
*
 
xs0
);

   
float
 
mid1
 
=
 
height
 
*
 
(
noise1
 
*
 
2
 
-
 
1
)
 
*
 
(
1
 
-
 
xs1
 
*
 
xs1
);

   
float
 
mid2
 
=
 
height
 
*
 
(
noise2
 
*
 
2
 
-
 
1
)
 
*
 
(
1
 
-
 
xs2
 
*
 
xs2
);

   
// Distance to flash

   
float
 
dist0
 
=
 
abs
(
texCoord
.
y
 
-
 
mid0
);

   
float
 
dist1
 
=
 
abs
(
texCoord
.
y
 
-
 
mid1
);

   
float
 
dist2
 
=
 
abs
(
texCoord
.
y
 
-
 
mid2
);

   
// Glow according to distance to flash

   
float
 
glow
 
=
 
1.0
 
-
 
pow
(
0.25
 
*
 
(
dist0
 
+
 
2
 
*
 
dist1
 
+
 
dist2
),
 
glowFallOff
);

   
// Add some ambient glow to get some power in the air feeling

   
float
 
ambGlow
 
=
 
ambientGlow
 
*
 
(
1
 
-
 
xs1
 
*
 
xs1
)
 
*
 
(
1
 
-
 
abs
(
ambientGlowHeightScale
 
*
 
texCoord
.
y
));

   
return
 
(
glowStrength
 
*
 
glow
 
*
 
glow
 
+
 
ambGlow
)
 
*
 
color
;

}

```

### Пластилиновая модель

```
float4x4
 
view_proj_matrix
:
 
register
(
c0
);

float4
 
view_position
:
 
register
(
c4
);

struct
 
VS_OUTPUT
 

{

	
float4
 
Pos
:
 
POSITION
;

	
float3
 
normal
:
 
TEXCOORD0
;

	
float3
 
viewVec
:
 
TEXCOORD1
;

};

VS_OUTPUT
 
VS_Plastic
(
float4
 
Pos
:
 
POSITION
,
 
float3
 
normal
:
 
NORMAL
)

{

	
VS_OUTPUT
 
Out
;

	
Out
.
Pos
 
=
 
mul
(
view_proj_matrix
,
 
Pos
);

	
Out
.
normal
 
=
 
normal
;

	
Out
.
viewVec
 
=
 
view_position
 
-
 
Pos
;

	
return
 
Out
;

}

float4
 
color
:
 
register
(
c0
);

float4
 
PS_Plastic
(
float3
 
normal
:
 
TEXCOORD0
,
 
float3
 
viewVec
:
 
TEXCOORD1
)
 
:
 
COLOR
 

{

	
float
 
v
 
=
 
0.5
 
*
 
(
1
 
+
 
dot
(
normalize
(
viewVec
),
 
normal
));

	
return
 
v
 
*
 
color
;

}

```